# Ваша
Ваша — деревня в Шацком районе Рязанской области в составе Ямбирнского сельского поселения.

## Географическое положение
Деревня Ваша расположена на Окско-Донской равнине на правом берегу реки Цны в 28 км к северо-востоку от города Шацка. Расстояние от деревни до районного центра Шацк по автодороге — 36 км.
Деревня с трех сторон окружена большим лесным массивом, с четвёртой стороны, на западе, протекает река Цна. В окрестностях, среди заливных лугов, несколько пойменных озер. К югу от деревни — устье реки Иловки, к востоку — река Васька (приток Идовки), к северу — озеро Кривое и устье реки Идовки. К юго-востоку от деревни Ваша находится урочище Сумежка (бывший населенный пункт). Ближайшие населенные пункты — сёла Купля, Новоселки, Красный Холм и деревня Лесная Слобода.

## Население
| 1989 | 2010 | 2012 |
| ---- | ---- | ---- |
| 112  | ↘40  | ↘39  |

## Происхождение названия
Согласно «Словарю народных географических терминов» Э. М. Мурзаева, ваш (хант.) — город, поселение, укрепленное место, расположенное на возвышенности.
У местных жителей бытовало предание, что объезжая Тамбовскую губернию, императрица Екатерина II останавливалась в селе Борки, заезжала и на Быкову Гору, в усадьбу бояр Нарышкиных. На пути местные жители встречали её словами: «Милость Ваша, Екатерина, кормилица наша!». Услышав эти слова, государыня повелела так назвать села, в которых побывала: Милославка, Ваша, Екатериновка, Кормилица, Наша. Во всяком случае другого объяснения происхождения названия населенного пункта на сегодняшний день нет.
Вплоть до начала XX в. деревня Ваша носила также и второе название — Бирюковка.

## История
Окрестности деревни Ваша были заселены людьми издревле. В 0,5 км к северо-востоку от деревни, на правом берегу реки Идовка, находится стоянка Бирюковка эпохи бронзового века (2 — начало 1 тыс. до н. э.).
К 1911 г., по данным А. Е. Андриевского, деревня Ваша, Бирюковка тож, относилась к приходу Архангельской церкви села Новоселки и в ней насчитывалось 32 двора, в коих проживало 108 душ мужского и 103 женского пола.

## Транспорт
Основные грузо- и пассажироперевозки осуществляются автомобильным транспортом.